# Chiesa di San Zavedro

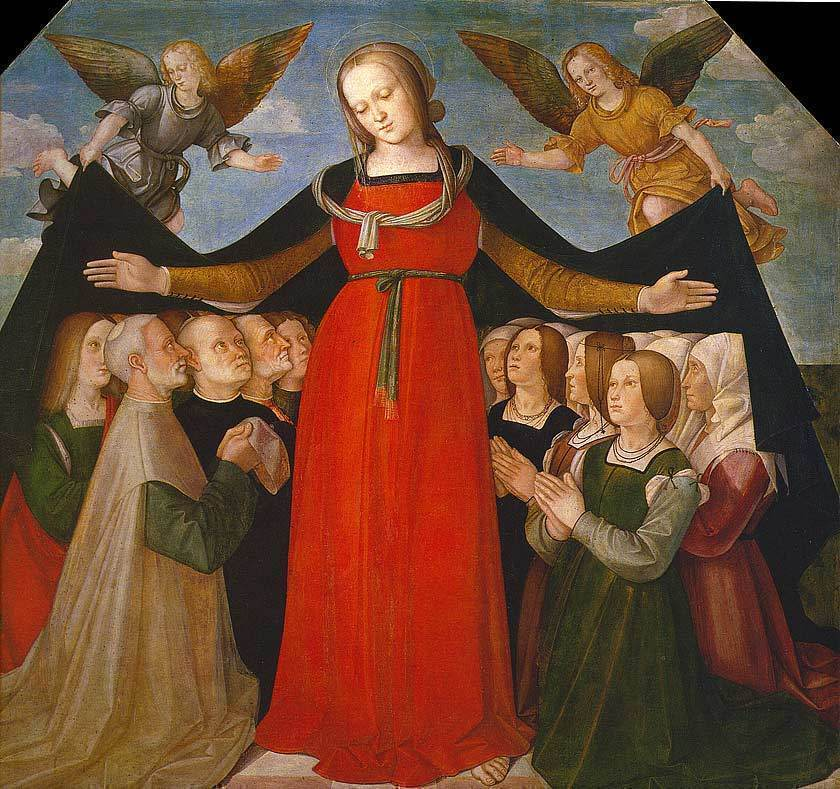
Galeazzo Campi, Madonna della Misericordia, già presente nella chiesa

La chiesa di San Zavedro è un edificio religioso di San Giovanni in Croce, in provincia e diocesi di Cremona.
Risalente al periodo tardo gotico, sorge nella parte più antica del paese e fu voluta probabilmente dalla regina Teodolinda.
L'interno, a tre navate, venne utilizzato per numerose sepolture. Tra queste, nella cappella della famiglia Carminati:
- Cecilia Gallerani nel 1536[2] nobildonna ritratta da Leonardo nella Dama con l'ermellino
- Francesco Carminati di Brembilla[3]

Nella cappella della Beata Vergine Maria delle Grazie è presente un affresco, in cattivo stato di conservazione, con l'effigie della Madonna ritenuta miracolosa.